# Coupe d'Angleterre de football 1896-1897
Navigation
Coupe d'Angleterre 1895-1896 Coupe d'Angleterre 1897-1898
La Coupe d'Angleterre de football 1896-1897 est la 26e édition de la Coupe d'Angleterre de football. 
La finale se joue le 10 avril 1897 à Crystal Palace à Londres entre Aston Villa et Everton. Aston villa remporte son troisième titre en battant Everton 3 à 2.

## Compétition

### Quarts de finale
Les quarts de finale ont lieu le 27 février 1897.
| Équipe 1          | Résultat | Équipe 2          |
| ----------------- | -------- | ----------------- |
| Liverpool         | 1 – 1    | Nottingham Forest |
| Preston North End | 1 - 1    | Aston Villa       |
| Everton           | 2 - 0    | Blackburn Rovers  |
| Derby County      | 2 - 0    | Newton Heath      |

Matchs d'appui le 3 mars 1897:
| Équipe 1          | Résultat | Équipe 2          |
| ----------------- | -------- | ----------------- |
| Nottingham Forest | 0 – 1    | Liverpool         |
| Aston Villa       | 0 - 0    | Preston North End |

Match d'appui le 8 mars 1897:
| Équipe 1    | Résultat | Équipe 2          |
| ----------- | -------- | ----------------- |
| Aston Villa | 3 - 2    | Preston North End |

### Demi-finales
Les demi finales ont lieu le 20 mars 1897.
| Équipe 1    | Résultat | Équipe 2     |
| ----------- | -------- | ------------ |
| Aston Villa | 3 – 0    | Liverpool    |
| Everton     | 3 - 2    | Derby County |

### Finale
| Finale de la Coupe d'Angleterre 1896-1897 | Aston Villa | 3 – 2   | Everton | Crystal Palace à Londres |                      |
| 10 avril 1897                             |             | (3 – 2) |         | Spectateurs : 65 891     | Spectateurs : 65 891 |